# يوهان لويز هايبرغ
يوهان لويز هايبرغ (بالدنماركية: Johanne Luise Heiberg)‏ (22 نوفمبر 1812، كوبنهاغن في الدنمارك - 21 ديسمبر 1890، كوبنهاغن في الدنمارك)؛ كاتِبة وشاعرة دنماركية.

## روابط خارجية
- يوهان لويز هايبرغ على موقع الموسوعة البريطانية (الإنجليزية)
- يوهان لويز هايبرغ على موقع ميوزك برينز (الإنجليزية)